# Tragia nigricans
Tragia nigricans är en törelväxtart som beskrevs av Benjamin Franklin Bush. Tragia nigricans ingår i släktet Tragia och familjen törelväxter. Inga underarter finns listade i Catalogue of Life.